# 정인이 사건
정인이 사건은 2020년 10월 13일 대한민국 서울특별시 양천구에서 발생한 아동 학대 살인 사건이다. 홀트아동복지회에서 입양한 당시 8개월의 여자 아이를 입양모 장하영과 입양부 안성은이 장기간 심하게 학대하여 16개월이 되었을 때 죽음에 이르게 한 혐의를 받고 있다.

## 사건 과정

### 아이의 사망
피해자인 안율하(정인에서 입양 후 안율하로 개명) 양에 대해서 아동 학대 의심 신고가 3회 들어왔다. 정인이가 다니던 어린이집 교사들이 첫 신고를 하였고, 차 안에 방치된 아이의 상처에 대해서 '아토피성 피부염' 등의 변명이 있었던 두번째 신고가 있었다. 마지막 3회째 신고에서는 정인이의 어린이집 원장이 정인이를 소아과로 데리고 갔으며 그 의사가 그 아이가 아동학대를 받았다고 판단해 경찰에 신고했지만, 양부모가 소아청소년과에서 단순 구내염이라는 진단을 받고 경찰 측에 의해 무혐의로 처리되었다.
이후 여론의 뭇매를 맞고 의사는 "정인이라는 아이와 관련해서 진단서나 소견서 등을 작성한 적이 없다"며 해명을 하였고, 제3차 신고자에 해당하는 의사에 대해서는 "해당 의사는 지난해 5월에 이미 정인이가 아동학대를 받고 있다는 사실을 인지하고 있어 9월 23일 3차 신고를 했으나, 저는 같은 날 정인이의 진료를 볼 때 과거에 구타 등 아동학대가 있었다는 사실을 알지 못했다"고 강조했다. 또한 전체적으로 정인 양에게 멍이 없었고, 아동학대가 의심된다며 신고한 소아과 의사가 '누군가 작정하고 찢은 듯한 모양'이라고 말했던 입의 상처도 없었다"며 이 상황에서 작은 입안 상처 감염과 구내염이 아닌 아동학대 확진을 한다는 것은 어려운 일이었다"고 주장했으며 자신에 대해 허위진단서를 발급한 의사의 면허를 박탈해달라는 청원에 대해 "박탈 이유가 맞지 않는다"고 해명했다.
결국 생후 16개월이 된 아이는 2020년 10월 13일에 밥을 먹지 않는다는 이유로 학대를 당했고, 심정지 상태인 아이가 이대목동병원으로 이송되었다가 이날 저녁에 사망했다. 국립과학수사원에서 부검한 결과 췌장 절단 및 후두부와 쇄골, 대퇴골 등이 골절되었다.

### 사망 원인

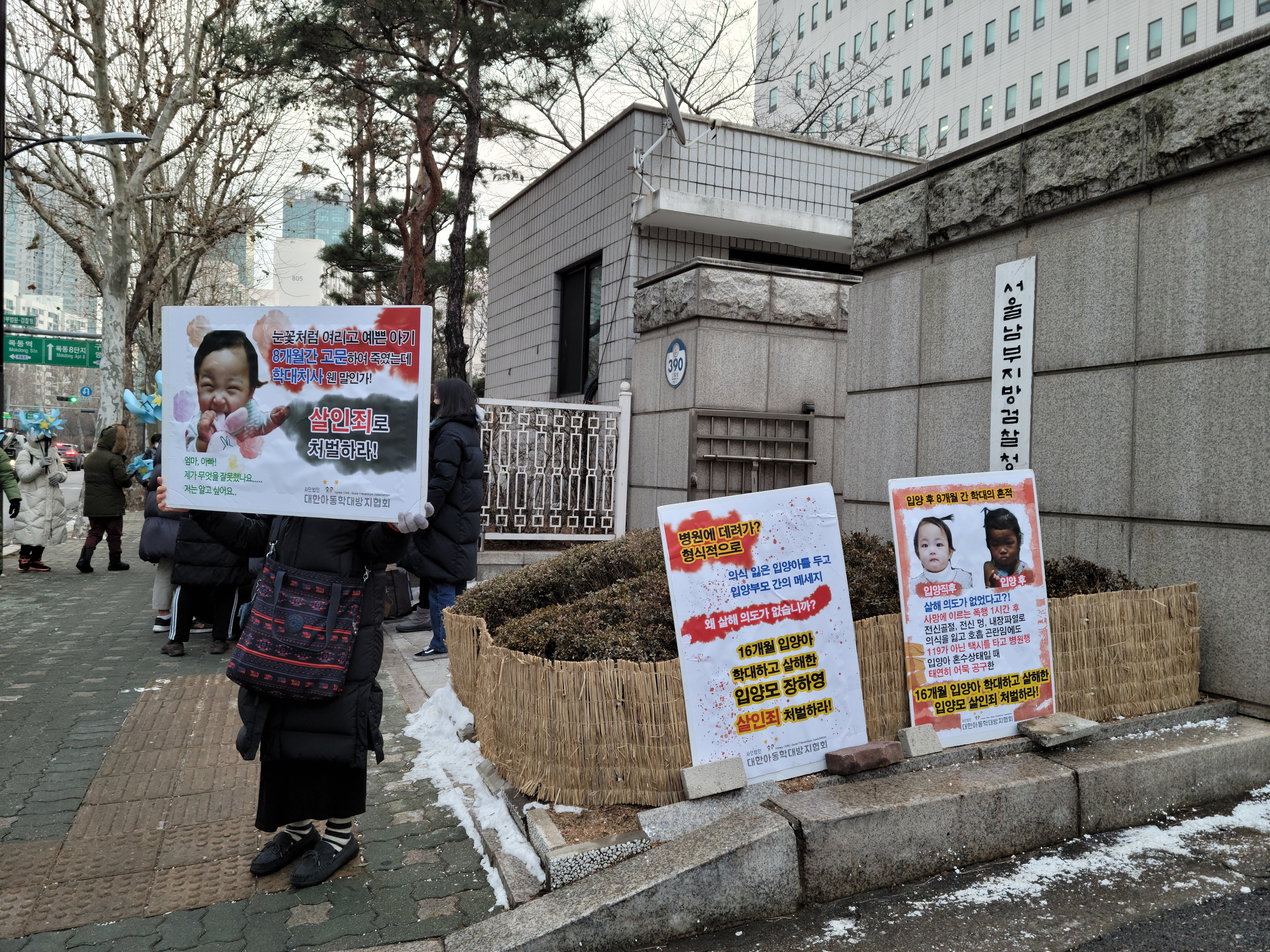
정인의 학대과정을 보여주는 팻말

SBS 《그것이 알고싶다》의 취재 결과에 따라,
- 일반적으로 장간막 출혈과 소장 및 대장의 파열, 췌장 절단과 같은 손상은 모두 압사나 교통사고와 같은 급격하고 강력한 외부충격으로 발생한다. 적어도 췌장이 절단되려면 배가 척추에 닿을 정도로 납작하게 눌릴 정도여야 가능하다.
- 응급의학과 전문의는 "정인이는 이미 사망 전날에도 극심한 복통과 메스꺼움으로 인해, 음식물을 섭취하기 매우 고통스러웠을 것이다"라고 추정했다.
- CT 영상에 의하면, 이미 뱃속은 출혈로 인해 복강 전체가 피로 가득했고, 터진 장에서 빠져나온 공기 일부가 복근 바로 아래에
- 이미 장기 일부에서 최소 1주일 이전에 충격을 받아 장기가 손상되었다가 회복된 흔적이 보였고, 양팔과 가슴에만 10군데 가량의 골절 유합 흔적 등이 있었다. 골절 부위도 쇄골, 갈비뼈, 양쪽 팔꿈치로, 특히 한쪽 팔꿈치의 골절은 방어흔의 일종이거나 성인이 아이의 팔을 잡아 던질 때 주로 생기는 부상이었다. 갈비뼈는 외력이 아닌 이상 골절이 흔하지 않은데도, 전면부에 일렬 형태의 연속 골절이 있었다.
- 가해자가 한 "약하게 몇 대 때렸을 뿐이다"라는 말과 달리, 전문가들은 "그 정도 폭행으로는 장기 절단 및 후두부, 쇄골 등이 골절되는 것은 불가능하다"며, 의료진들은 아이의 골절 상태에 대해 "정상적인 양육을 받은 아이에게서는 절대로 나타날 수 없는 골절 소견"이라고 진단했다.
- 응급의학과 전문의에 의하면 "어린이집 CCTV를 보았을 때, 이미 사망 전날부터 극심한 고통으로 인해 음식뿐만 아니라 물이나 우유를 마시는 것도 심한 메스꺼움과 고통을 유발하는 상태였을 것이다"면서, 사망 전날 어린이집 교사들이 "아이의 상태가 안 좋다, 꼭 병원부터 데려가달라"라는 부탁을 무시하고 양모와 양부는 곧바로 아이를 병원에 데리고 가지 않았으며 사망 당일 양모는 구급차가 아닌 콜밴 택시에 태워 느긋하게 간 것에 대해 "사망 전날이라도 병원으로 왔으면 살 수는 있었을 것이다."라고 한다. 또한 피해자의 아동 학대 피해가 얼마나 심했는지 "이 정도면 교과서에 실릴 정도의 아동 학대 소견"이라고 답했다.

## 구속 및 판결

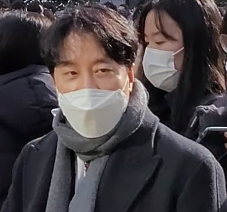
양부모 측 변호사는 살인 혐의를 부인했다.

2021년 1월 13일에 1심 첫 재판이 열렸다. 검찰은 양모에게 살인죄를 적용해 공소장을 변경하였다. 이에 대해 양부모 측 변호사는 인터뷰에서 "'아동학대치사'를 부인하고 있는데 어떻게 '살인'을 인정하겠습니까"라며 살인 혐의를 부인하였다.
- 오전 9시 22분 양모를 태운 호송버스가 출입하고 시위를 담은 영상
- 오전 10시 46분에 JTBC 기자가 양모 살인죄 적용을 알리는 영상
- 오전 11:49-51분에 걸쳐 양모를 태운 호송버스가 법원에서 나오자 눈덩이를 던지고, 차량을 손으로 치고, 가로막으며 표출하는 영상

2021년 4월 14일, 검찰은 양부에게 징역 7년 6개월을, 양모에게 사형을 구형하였다.
2021년 5월 14일, 1심 재판부는 양부에게 징역 5년을, 양모에게 무기징역을 선고했다. 하지만 양부모 모두 1심 판결에 불복하여 항소하였으며, 검찰 또한 항소장을 제출하였다.
2021년 11월 26일, 2심 재판부는 양부에게 징역 5년, 양모에게 징역 35년을 선고했다. 2021년 12월 2일 검찰과 양부가 상고했고, 2021년 12월 3일 양모 측 변호사도 상고했다.
2022년 4월 28일, 3심 재판부는 양부에게 징역 5년, 양모에게 징역 35년을 선고한 원심을 확정했다.

## 논란 및 반응

### 관련자 및 관련기관의 논란과 여론의 반응
이번 사건에 대해 사회적 공분이 크며 인터넷 기사에는 "아동학대치사죄가 아닌 살인죄로 변경하고 중형을 선고하라"면서 "윤일병 구타 살해 사건과 공통점인 미필적 고의로 인한 살인죄와 마찬가지"라는 댓글이 주를 이루고 있다.
또한 양천경찰서가 3회의 의심 신고가 들어왔는데도 불구하고 제대로 된 조사를 하지 않고 무혐의로 일축한 부실한 대응에 대해서 "경찰이 아이를 죽였다", "경찰도 정인이 살인사건의 공범", "무능력한 경찰들", "뭐하러 경찰 일 하는 것이냐"라는 비판이 있었다.
홀트아동복지회의 사후 관리가 부실했다는 비판도 존재한다.
2021년 1월 5일, 양부가 근무하던 방송국에서는 양부를 징계위원회로 회부해 관련 위원의 만장일치로 해고하였다.

### 양모 옥중 편지 공개 논란
2021년 5월 9일 유튜버 제이tvc가 양모가 남편에게 쓴 편지를 공개했다. 이 유튜버는 정인양 양할아버지가 있는 경북 안동시의 한 교회 우편함에서 이 편지를 꺼내 촬영한 뒤 다시 넣어둔 것으로 드러났다. 경북 안동경찰서는 정인양 양할아버지가 2021년 5월 10일 해당 유튜버를 건조물 침입 및 비밀 침해 혐의로 고소했다고 12일 밝혔다.
양모가 쓴 편지에는 "사랑하는 우리 남편 하이^^. 오늘은 보슬비만 내리길래 운동했당. 흙을 밟고 하늘을 바라보며 비 맞을 수 있는 것도 정말 감사한 것 같아요"같은 남편에게 애정을 표현하는 내용, "쇼파 옆에 수준 높은 책들 있는거 알지? 본인(친딸) 편하다고 계속 영상이나 책을 한국어로만 보여주는 것보다 꾸준히 영어로 보고 들려주는 게 좋을 것 같아요. 진짜 이민을 가게 될 지도 아직 모르고 가게 되면 그때 가서 생각할 문제이려나?^^"같은 친딸 영어교육 관련 내용, "주식 정리는 잘했어요. 신기한게 어젯밤 뉴스에 딱 주식이 전체적으로 떨어졌다는 뉴스 나오던데 ^^"같은 주식 관련 내용, "안 그래도 강아지 그림 붙여주면서 코코(전에 키우던 강아지) 찾게될까봐 걱정했는데. 그럼 입양가족들이나 정인이 생각도 나게 될테고. 새로운 강아지가 생기면서 예전 코코를 잊는 것도 나쁘지 않은듯", "탄원서가 많이 들어갔다는데 감사하다. 판결에 큰 영향이 미치길 기도합니다"같은 정인이 사건 관련 내용이 담겨있었다.

### 대통령의 입장 및 경찰청장의 대국민 사과
문재인 대통령이 1월 4일 이 사건을 언급하면서 "입양의 전 절차에 '아동의 이익이 최우선 되어야 한다'(입양특례법 4조)는 원칙이 철저하게 구현될 수 있도록 해 달라"고 보건복지부등 관련 부서에 지시했다고 강민석 청와대 대변인이 전했다. 대한민국의 경찰청장 또한 이 사건에 대해 인지하면서 대국민 사과를 했으며, 아동학대 신고를 받았음에도 이를 묵인한 양천경찰서의 경찰서장에 대해 대기발령 조치를 내렸다.

### 청와대 국민청원
- 진행 중인 청원
  - 이에 현재 청와대 국민청원 홈페이지에는 '**** 소아과 의원에서 정인이에게 허위진단서를 내린 의사의 의사면허를 박탈해주세요'라는 청원이 올라와 있다.

- 마감 또는 답변 완료된 청원
  - 3차례나 신고되어 살릴 수 있었던 안타까운 목숨을 잃었습니다. 아동학대 신고에 대한 법을 강화해주세요. 보관됨 2021-01-09 - 웨이백 머신
  - 입양아 사망사건/ 3번의 학대신고에도 아이를 사지로 몰고간 무능한경찰을 처벌해주시고, 아동학대법을 강화해주세요. 보관됨 2021-01-10 - 웨이백 머신
  - 16개월 입양아 학대살인사건 가해자부부의 신상공개와 살인죄 혐의 적용으로 아동학대의 강한 처벌 선례를 만들어주세요. 보관됨 2021-01-10 - 웨이백 머신

### 문재인 대통령 아동 변경 발언 논란
2021년 1월 18일 있었던 대통령 기자회견에서 정인이 사건과 같은 아동 학대 재발 방지책에 대해 묻는 기자의 질문에, 문재인 대통령이 "일정 기간 안에는 입양을 다시 취소한다든지 또는 여전히 입양하고자 하는 마음은 강하지만, 아이하고 맞지 않는 경우에 입양 아동을 바꾼다든지"라고 언급한 것이 거센 비판을 불러일으켰다. 야권과 학부모 단체 등은 입양 아이를 반품 가능한 물건에 비유했다며 문재인의 발언을 강하게 비난하였다. 이에 청와대는 대통령 머릿속에 '아동반품'이라는 의식 자체가 없다며 해명하였다.

## 미디어
- SBS TV: 《그것이 알고싶다》 (1244회, 2021년 1월 2일/1247회, 2021년 1월 23일)
- SBS TV: 《궁금한 이야기 Y》 (522회 2020년 10월 23일)

## 같이 보기

### 일반 주제
- 아동 학대
- 방임

### 유사 사건
- 지향이 사건
- 노다 소학교 4학년 여아 학대 사건
- 칠곡 계모 아동학대 사망 사건
- 오사카 아동 방치 살해 사건
- 울산 입양아동 학대 사망사건
- 구미 3세 여아 살인사건
- 2012년 구이저우성 비제시 아동 학대 사망사건(중국어판)

### 갤러리
- 기자가 현장, 근조화환 그리고 파란 바람개비에 대한 설명하고있다.

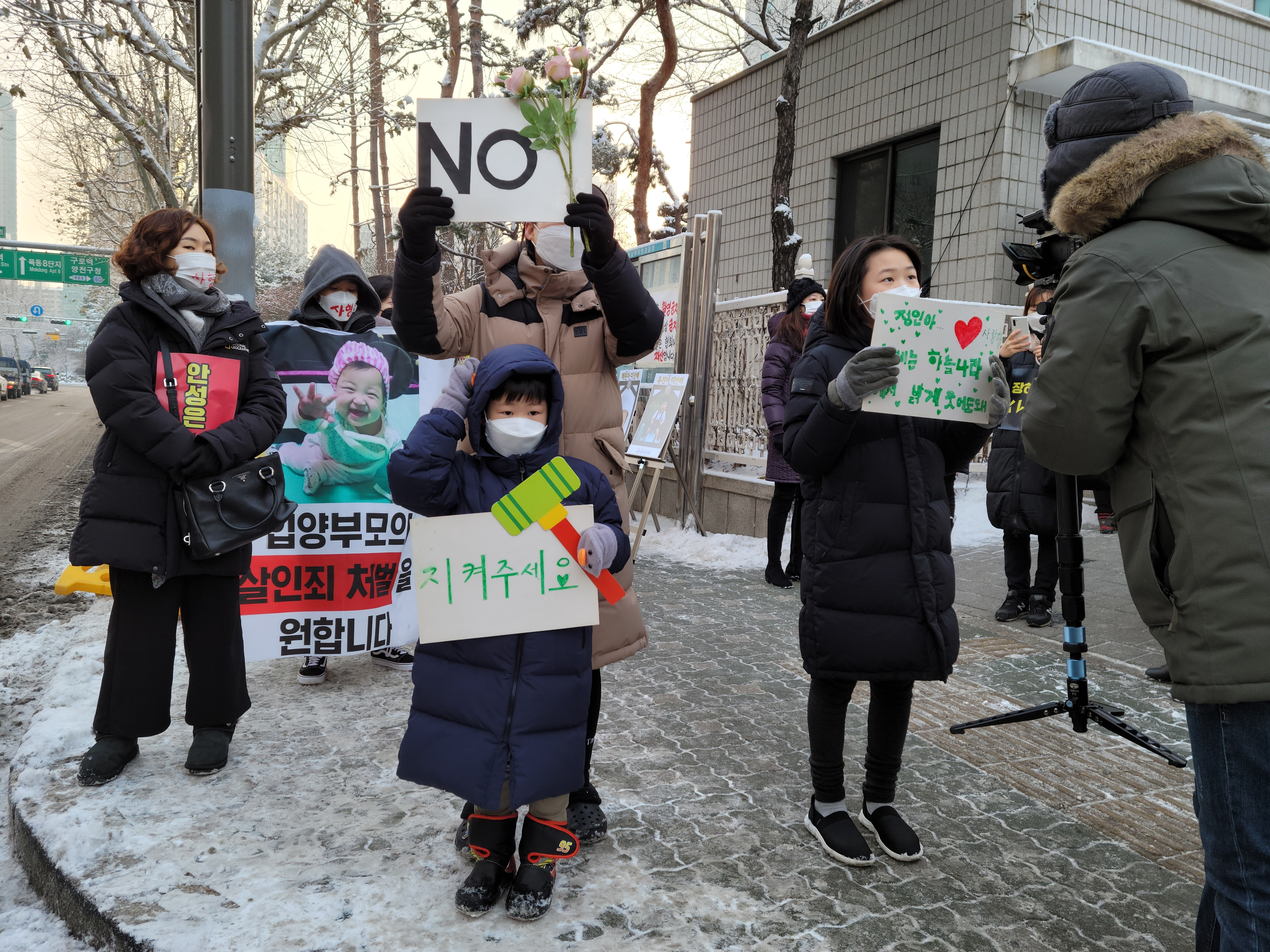
아동학대 반대 피켓 시위 중인 가족
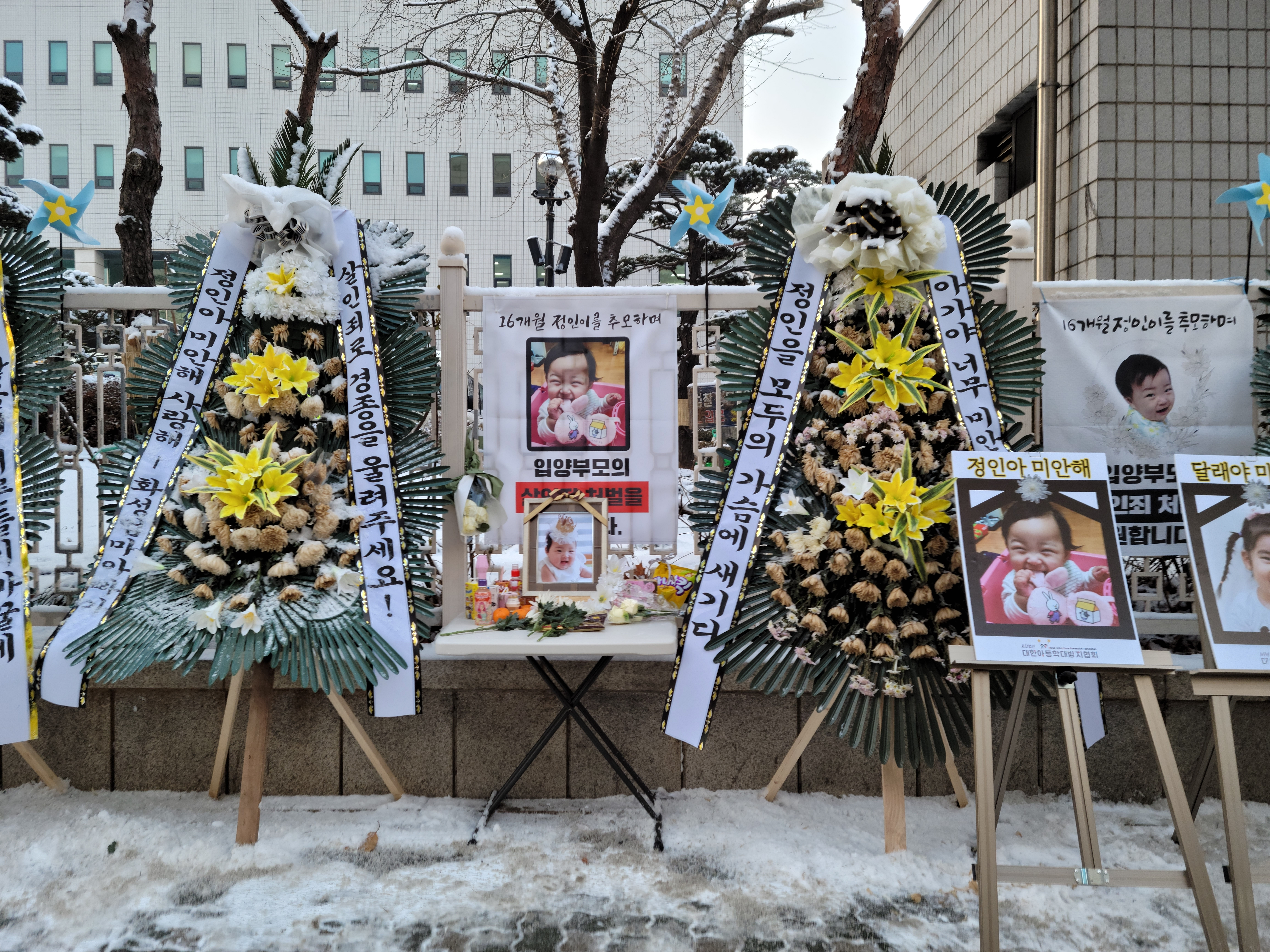
서울 양천구 남부지방검찰청 앞에 마련된 정인이를 위한 추모 공간
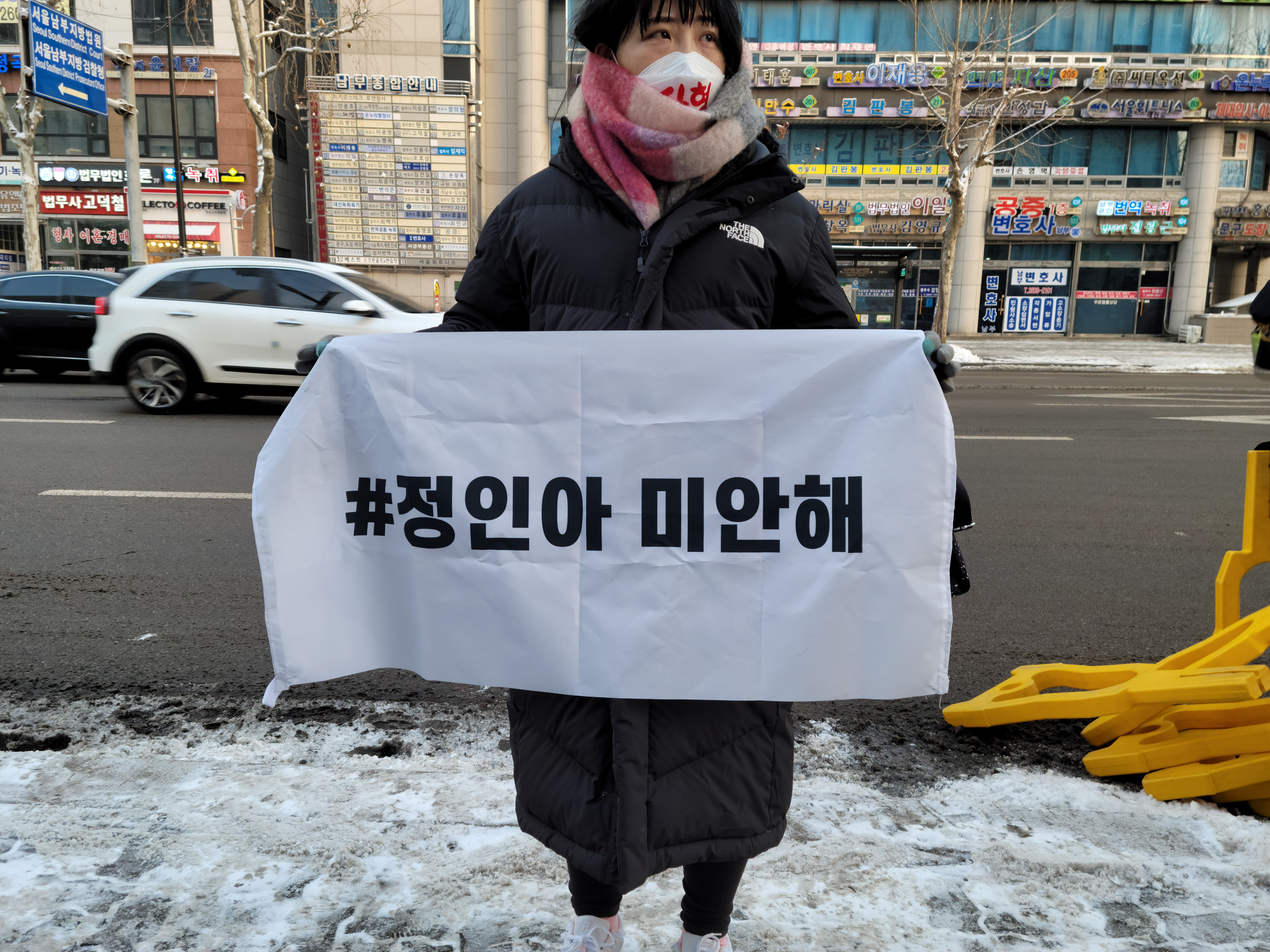
'정인아 미안해' 해시태그가 쓰여진 현수막을 들고 시위를 하는 시민
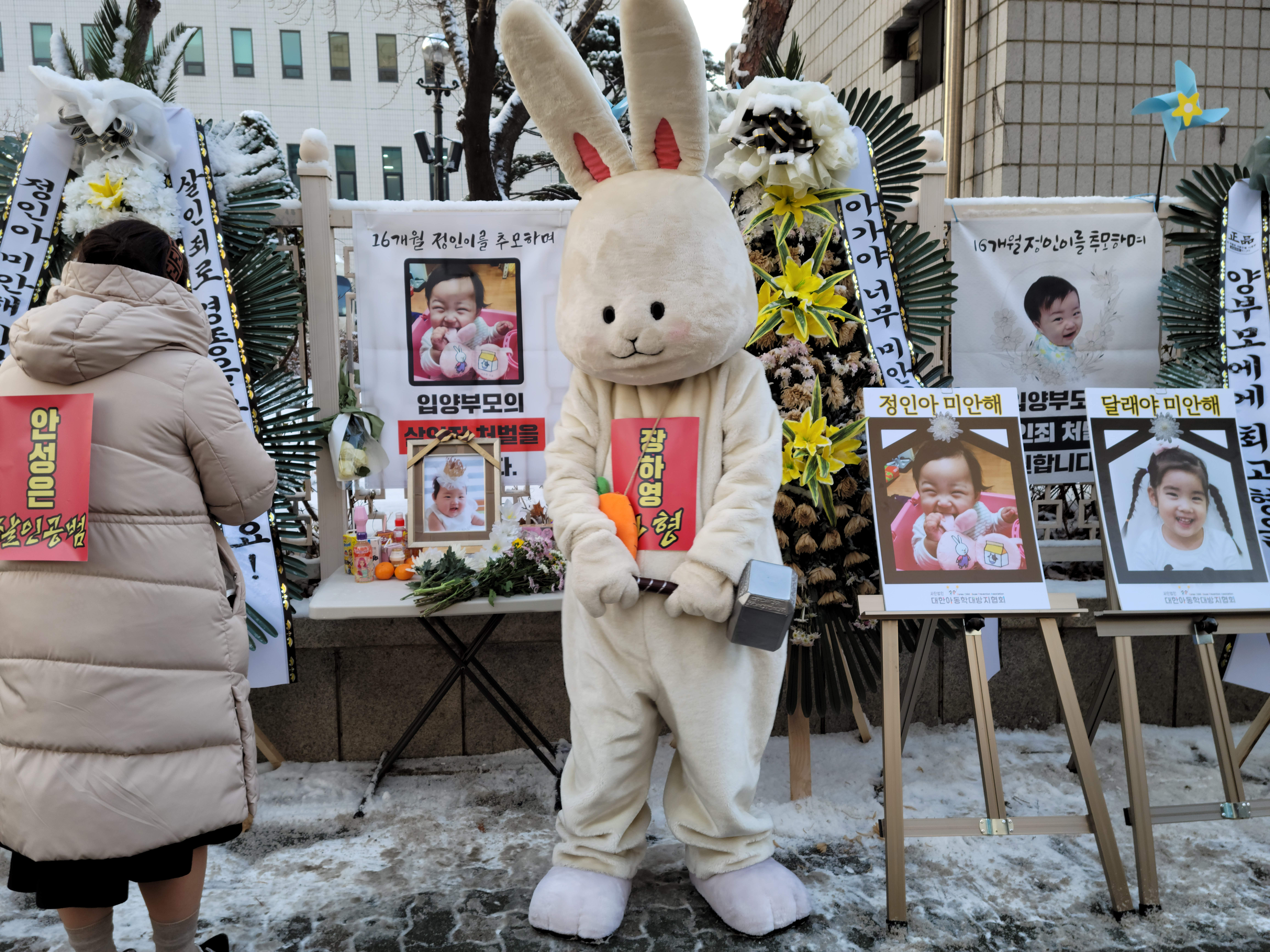
정인에게 힘이 되어주고 싶어서 인형탈쓰고 온 시민
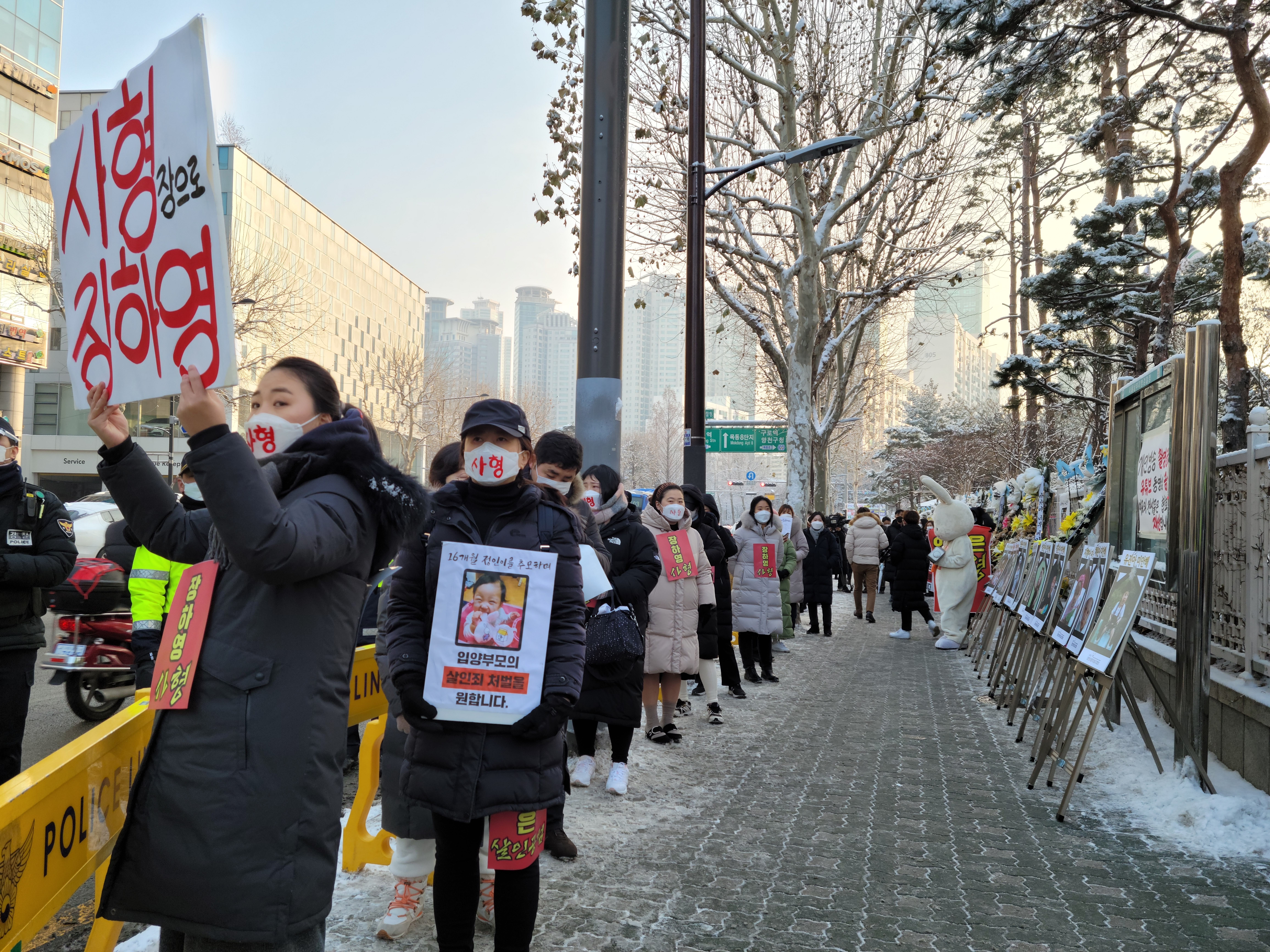
서울남부지법 앞에는 많은 시민이 몰려 살인죄 적용을 촉구하고 있다.
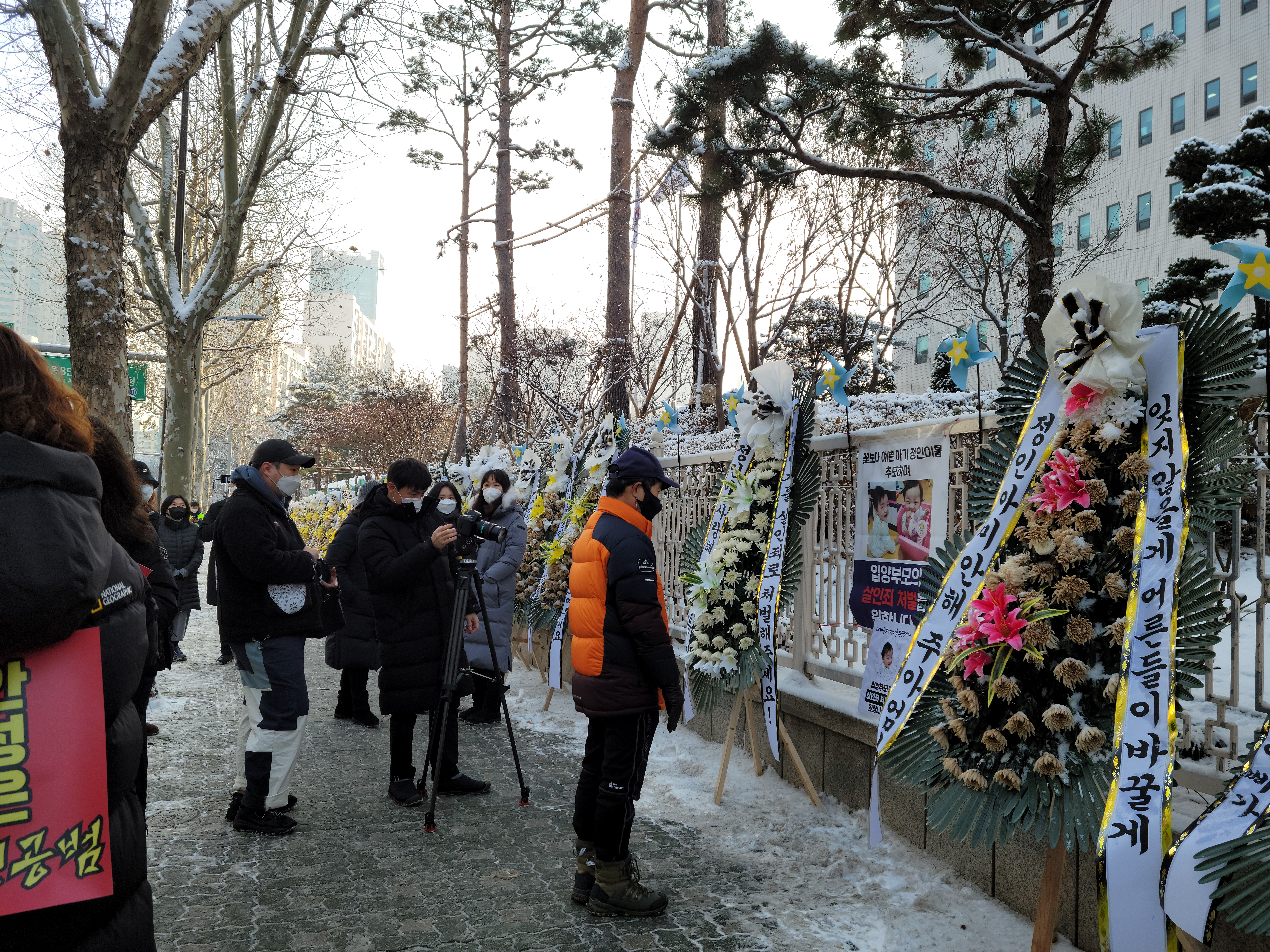
재판이 끝난 뒤 한 시민이 법원 청사 앞에 놓인 정인 사진 앞에서 추모하고 있다.
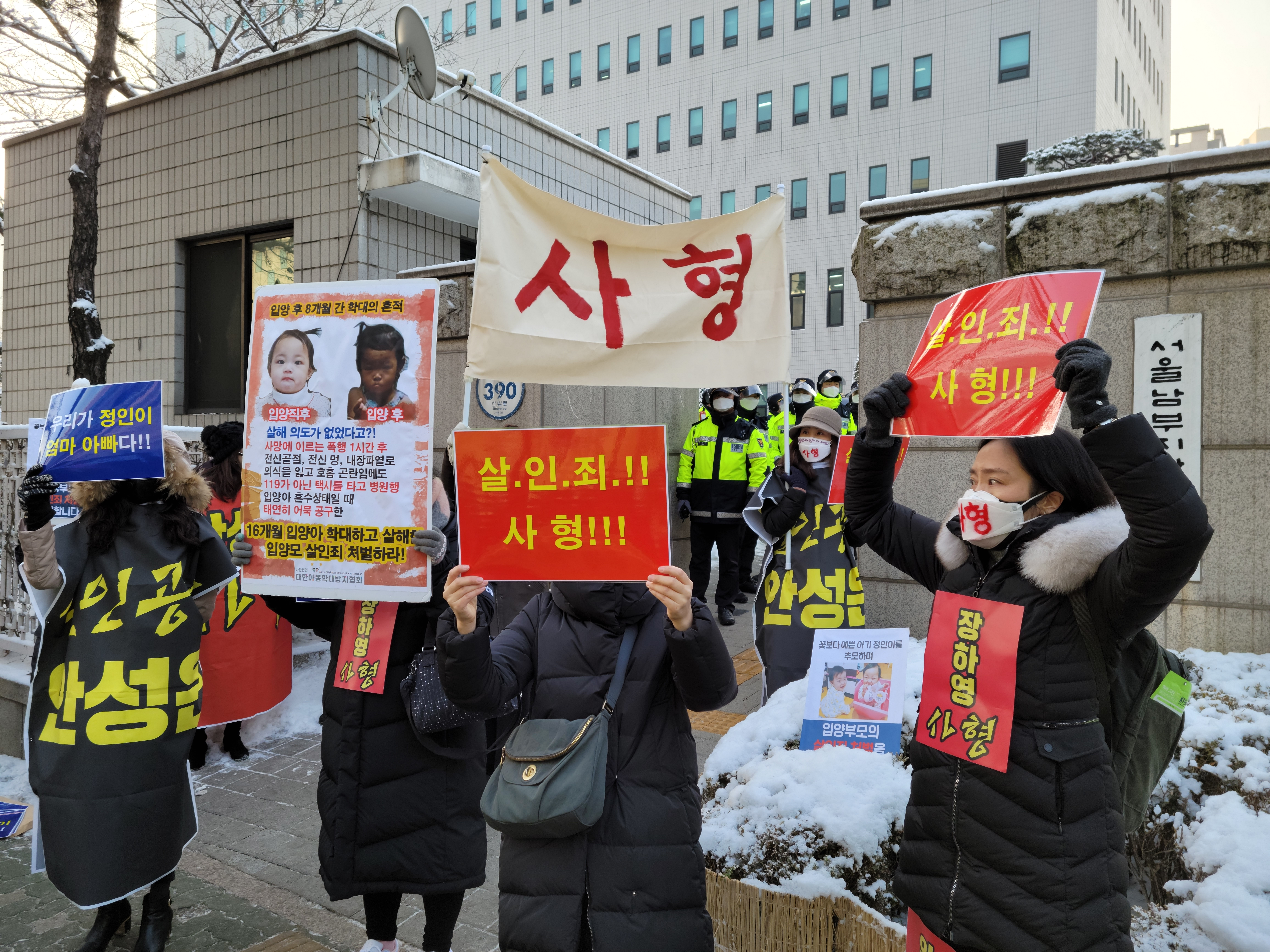
양부모의 살인죄 적용을 촉구하고 있다.
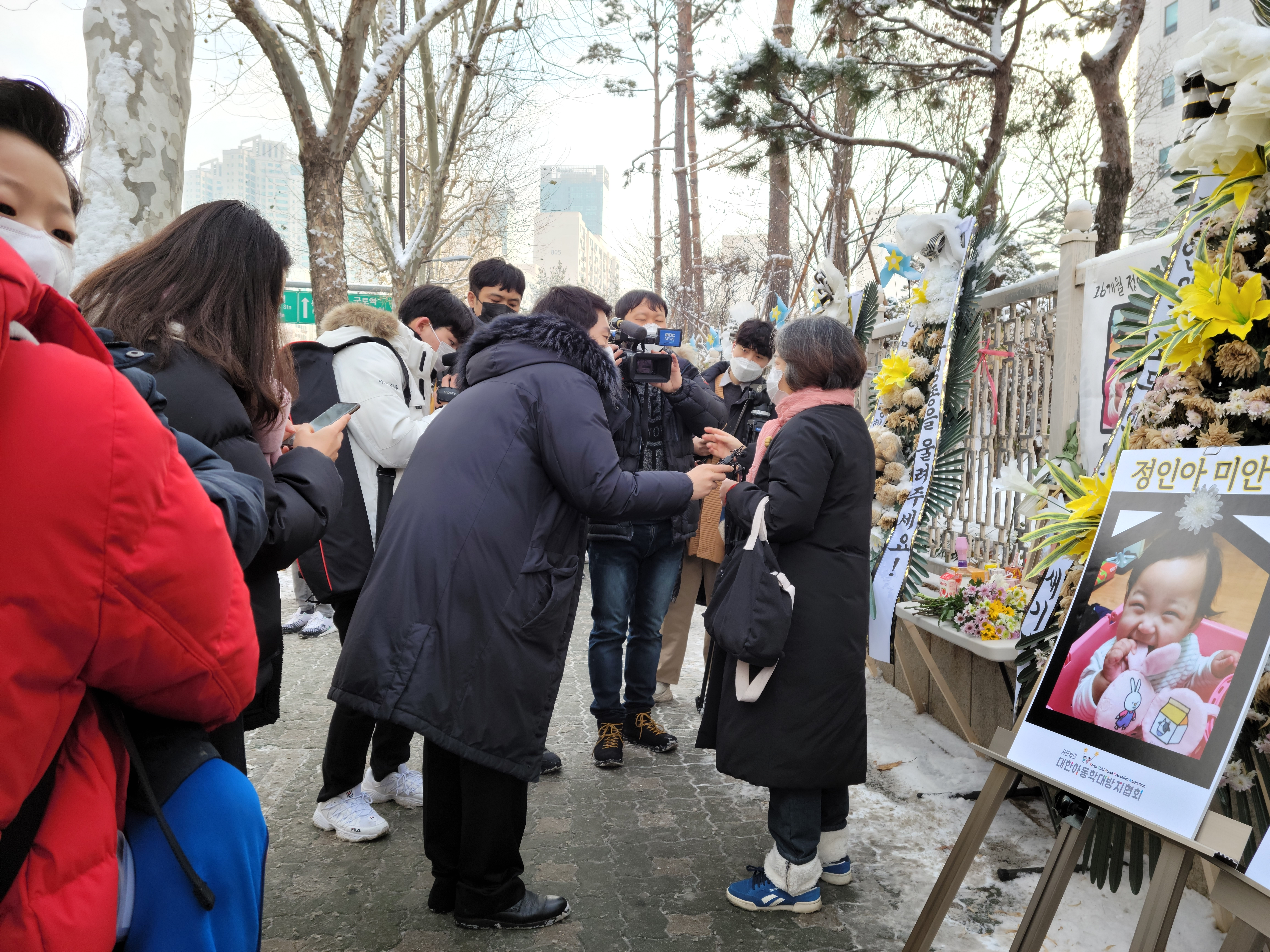
무면허 수술로 25살 아들 권대희 씨를 잃은 어머니가 MBC와 인터뷰 중인 모습
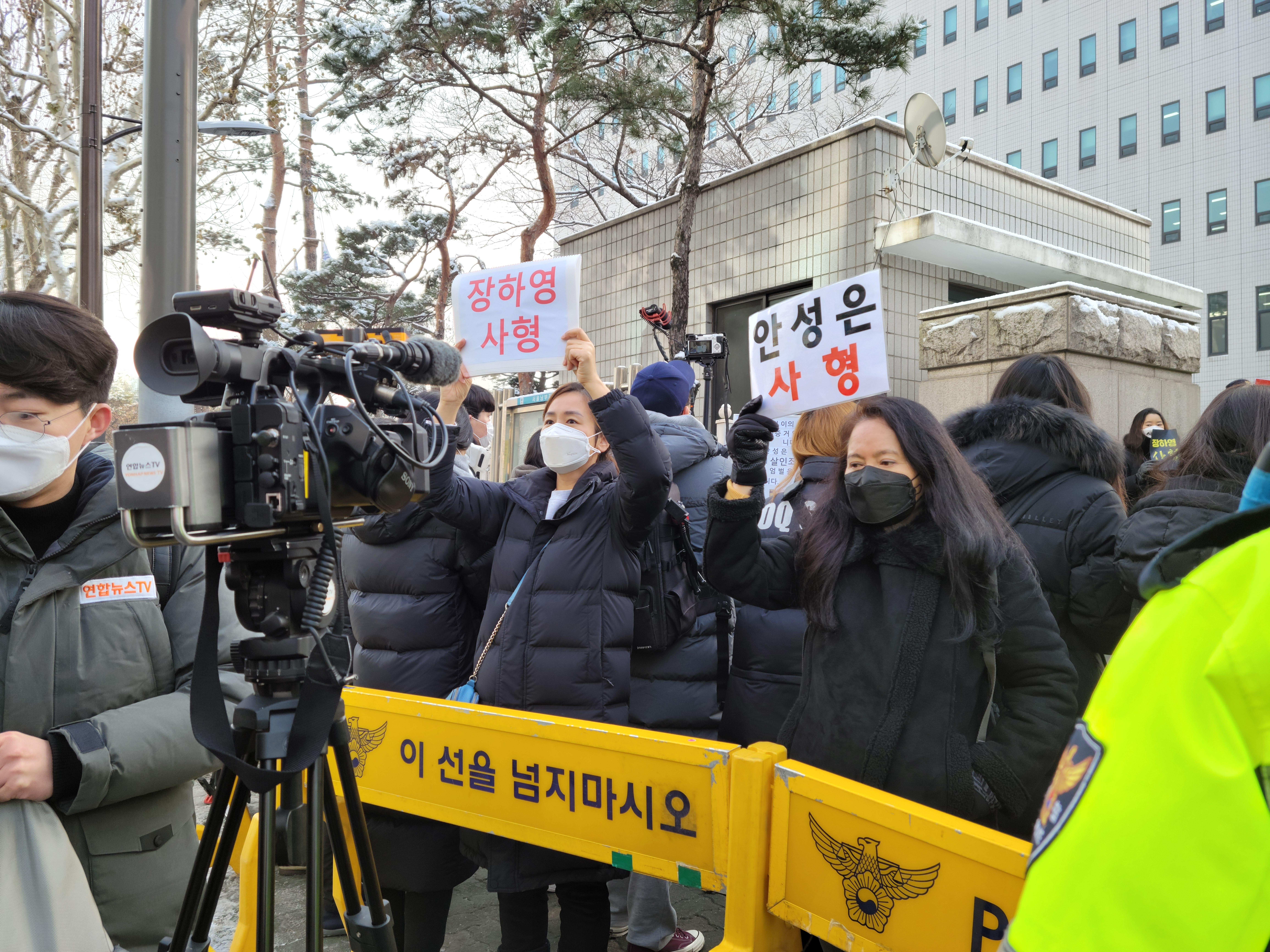
서울남부지법 앞 많은 시민이 몰려 살인죄 적용을 촉구하고 있다.
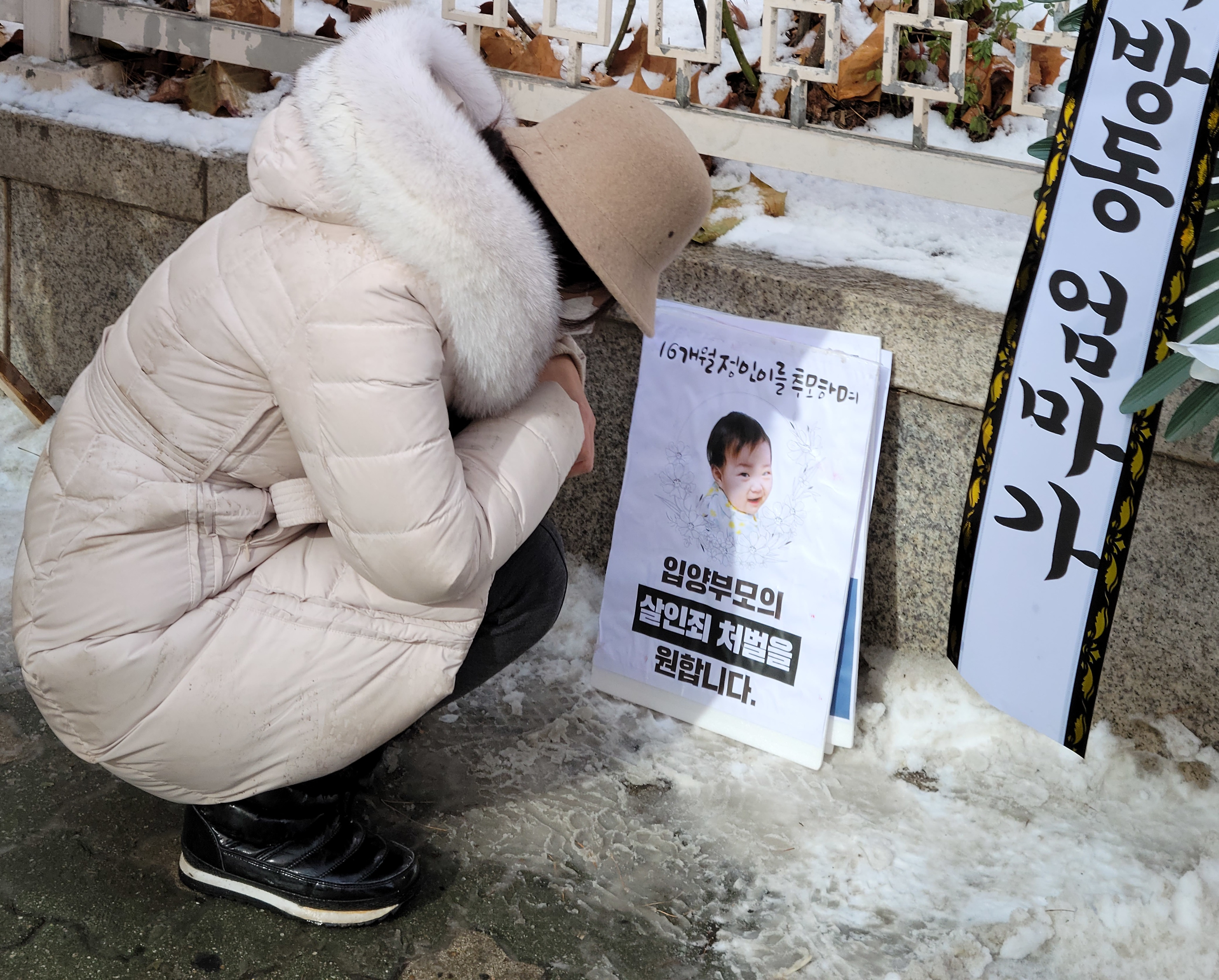
재판이 끝난 뒤 한 시민이 법원 청사 앞에 놓인 정인 사진 앞에서 추모하고 있다.
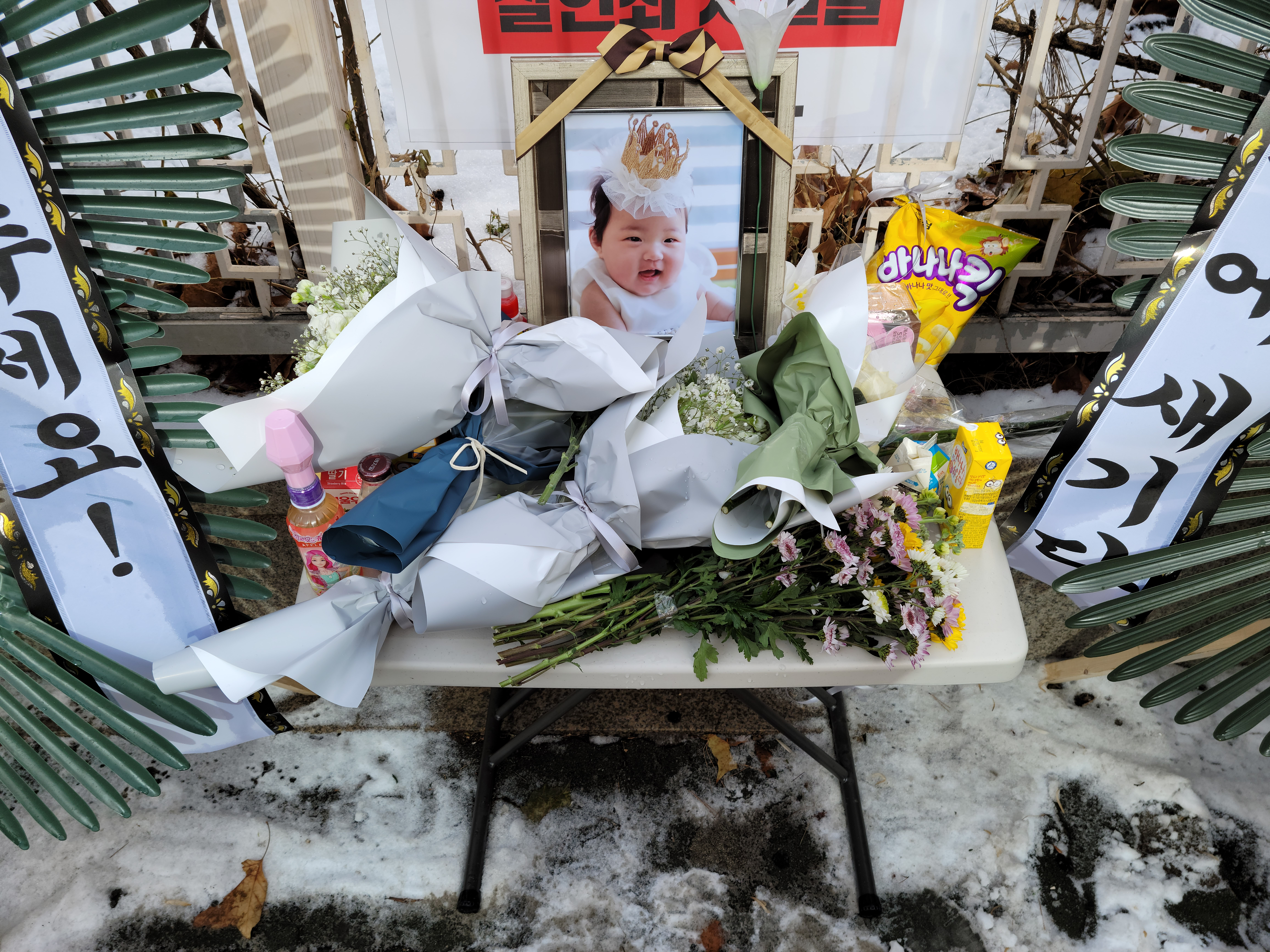
서울 양천구 남부지방검찰청 앞에 마련된 정인이를 위한 추모 공간